# Área de protección ambiental de Serra da Ibiapaba
El Área de protección ambiental de Serra da Ibiapaba está situado en la bioregión del complejo de Serra Grande, que comprende diez municipios del estado del estado Piauí y cinco municipios de Ceará. Comprende una superficie de 1.592.550 hectáreas. Protege el bioma de la Caatinga y Ecotonos de Selva Amazónica.
Fundada en 1996, con 1,6 millones de hectáreas,  tiene una ubicación estratégica. Es parte de un mosaico (no oficial) de las áreas protegidas - entre las que destacan el Delta del Floresta Nacional de Sobral, el Parque nacional de Ubajara y el Parque nacional de Jericoacoara.
La APA Serra da Ibiapaba preserva partes pertinentes de tres biomas diferentes - la Caatinga, la Mata Atlántica y el Cerrado, y el hogar de la guariba, un primate en peligro crítico.
Al igual que con otras áreas protegidas, la creación del Consejo de la APA, formalizado en 2012, jugó un papel decisivo en la exitosa implementación y gestión de la Universidad de California. 2013 fue un año de fortalecimiento de este instrumento a través de la formación de los directores y que ya ha dado sus frutos. Las reuniones siempre están llenos de representantes de diversos sectores de la sociedad civil y los gobiernos de la zona.